# Åländisches Zentrum
Das Ålandische Zentrum (schwedisch Åländsk Center, Abkürzung C) ist eine zentristische Partei in der autonomen finnischen Provinz Åland.

## Geschichte
Die Partei wurde am 13. Januar 1976 gegründet. Bei ihrer ersten Wahlteilnahme bei der Parlamentswahl in Åland 1979 erreichte die Partei 42,3 % der Stimmen und erhielt 14 der 30 Mandate im Lagting. Seitdem sanken die Wahlergebnisse der Partei kontinuierlich, wobei sie nach wie vor zu den stärksten Parteien Ålands gehört. Bei der Parlamentswahl in Åland 2011 erhielt die Partei bei leichten Verlusten 23,6 % und wurde damit aufgrund der starken Verluste der Liberalen stärkste Kraft. Mit drei weiteren Parteien bildete sie eine Koalition und stellte mit Roger Nordlund den stellvertretenden Ministerpräsidenten, während Camilla Gunell von Ålands Sozialdemokraten Ministerpräsidentin wurde. Trotz Verlusten behielt die Partei bei der Parlamentswahl in Åland 2015 ihre 7 Sitze bei einem Stimmenanteil von 21,7 % und wurde die zweitstärkste Partei.
Zu Wahlen zum finnischen Parlament, in dem Åland über einen festen Sitz verfügt, tritt das Zentrum meist in Wahlbündnissen mit anderen Parteien an. Der derzeitige Abgeordnete ist seit der Parlamentswahl 2015 das Parteimitglied Mats Löfström.
Seit 1977 besitzt die Partei eine Jugendorganisation (Ungcentern) und seit 1988 mit den Centerkvinnorna auch eine Frauenorganisation.

## Wahlergebnisse

### Parlamentswahlen (Åland)
| Wahl | Mandate (von 30) | Stimmen | Prozent |
| ---- | ---------------- | ------- | ------- |
| 1979 | 14               | 3.954   | 42,3    |
| 1983 | 11               | 3.704   | 35,6    |
| 1987 | 09               | 3.063   | 28,7    |
| 1991 | 10               | 3.242   | 30,2    |
| 1995 | 09               | 3.118   | 27,8    |
| 1999 | 09               | 3.292   | 27,3    |
| 2003 | 07               | 2.980   | 24,1    |
| 2007 | 08               | 3.107   | 24,2    |
| 2011 | 07               | 3.068   | 23,6    |
| 2015 | 07               | 2.985   | 21,7    |
| 2019 | 09               | 3.966   | 27,9    |
| 2023 | 07               | 2.983   | 21,2    |

### Parlamentswahlen (Finnland)
| Wahl | Stimmen | Prozent |
| ---- | ------- | ------- |
| 1991 | 1.858   | 19,9    |
| 2003 | 1.118   | 09,6    |

### Kommunalwahlen
| Wahl | Räte | Stimmen | Prozent |
| ---- | ---- | ------- | ------- |
| 1995 | 52   | 2.561   | 22,5    |
| 1999 | 58   | 2.866   | 23,5    |
| 2003 | 49   | 2.692   | 21,4    |
| 2007 | 39   | 2.527   | 20,1    |
| 2011 | 39   | 2.659   | 19,7    |
| 2015 | 36   | 2.893   | 19,8    |